# La Galera
La Galera település Spanyolországban, Tarragona tartományban. La Galera Santa Bàrbara, Tarragona, Masdenverge, Godall, Ulldecona és Mas de Barberans községekkel határos. Lakosainak száma 708 fő (2024).

## Népesség
A település népessége az elmúlt években az alábbi módon változott:
| Lakosok száma | 151  | 1462 | 1145 | 1029 | 780  | 818  | 897  | 800  | 731  | 708  |
|               | 1717 | 1900 | 1940 | 1960 | 1986 | 2005 | 2010 | 2014 | 2019 | 2024 |